# Sibylla gratiosa
Sibylla gratiosa är en bönsyrseart som beskrevs av Rehn 1912. Sibylla gratiosa ingår i släktet Sibylla och familjen Sibyllidae. Inga underarter finns listade i Catalogue of Life.